# نهائي كأس ماليزيا 2024
نهائي كأس الاتحاد الماليزي 2024 هو مباراة كرة قدم أقيمت بين جوهور دار التعظيم وسيلانجور في ملعب بوكيت جليل الوطني، بوكيت جليل ‏، كوالالمبور في 24 أغسطس 2024. كانت المباراة النهائية لكأس الاتحاد الماليزي لكرة القدم 2024 ‏، الموسم الخامس والثلاثين من مسابقة خروج المغلوب لكرة القدم.
وكان نظمي نصر الدين هو حكم المباراة التي أقيمت أمام 80،350 متفرج. سيطر فريق جوهر دار التعظيم (JDT) على مراحل المباراة النهائية. انتهت المباراة بنتيجة 6–1 لصالح جوهانسبرج ديلي آلي: كانت هذه هي المرة الأولى فقط التي يسجل فيها فريق ستة أهداف في نهائي كأس الاتحاد الإنجليزي، وكان هامش الفوز هو الأكبر في تاريخ نهائي كأس الاتحاد الإنجليزي.
وباعتباره الفائز، تأهل نادي جوهر دار التعظيم إلى مرحلة المجموعات في دوري أبطال آسيا 2025–26.

## الخلفية
أعلنت رابطة الدوري الماليزي لكرة القدم عن جدول منافسات الدوري، بما في ذلك مسابقة كأس الاتحاد الإنجليزي. ومن المتوقع أن تقام مواعيد المباريات النهائية في 24 أغسطس 2024.
كان نادي جوهر دار التعظيم يلعب نهائي كأس الاتحاد الماليزي للمرة الخامسة. ومن بين هذه المباريات، فازوا بثلاثة، وكان آخرها نهائي الموسم السابق ضد كوالالمبور سيتي. كانت هزيمتهم الأخيرة في النهائي في عام 2013 ‏، حيث خسروا 1–0 أمام كلنتن. شارك سيلانجور في نهائي كأس الاتحاد الإنجليزي للمرة التاسعة، بعد أن فاز سابقًا بخمسة ألقاب، آخرها في عام 2009 ضد كلنتن. وكان آخر ظهور لهم في نهائي عام 2018 ‏، عندما هزموا أمام باهانج.

## الطريق إلى النهائي
ملحوظة: في جميع النتائج أدناه، يتم إعطاء نتيجة المتأهل للنهائي أولاً (د: داخل الأرض؛ خ: خارج الأرض).
| جوهور دار التعظيم | جوهور دار التعظيم | جوهور دار التعظيم | جوهور دار التعظيم | الجولة             | سلاغور        | سلاغور       | سلاغور  | سلاغور           |
| ----------------- | ----------------- | ----------------- | ----------------- | ------------------ | ------------- | ------------ | ------- | ---------------- |
| الخصم             | المجموع           | الذهاب            | الإياب            | مرحلة خروج المغلوب | الخصم         | المجموع      | الذهاب  | الإياب           |
| كلنتان دارول نعيم | 4–0 (د)           | 4–0 (د)           | 4–0 (د)           | دور الـ16          | نيجري سمبيلان | 4–0 (د)      | 4–0 (د) | 4–0 (د)          |
| الجامعة الماليزية | 13–0              | 5–0 (خ)           | 8–0 (د)           | ربع النهائي        | كوتشينج سيتي  | 4–4 (5–3 ج.) | 1–2 (خ) | 3–2 (ب.و.إ.) (د) |
| كيدا دارول أمان   | 5–1               | 2–1 (خ)           | 3–0 (د)           | نصف النهائي        | ترغكانو       | 6–4          | 2–3 (خ) | 4–1 (د)          |

### جوهور دار التعظيم
دخل نادي جوهر دار التعظيم (JDT)، أحد أندية الدوري الممتاز، إلى كأس الاتحاد الماليزي في دور الستة عشر من مباراة واحدة. وقد تم سحب القرعة لهم على أرضهم ضد فريق الدوري الممتاز كلنتن دارول نعيم ‏. في ملعب السلطان إبراهيم، فاز جوهور دار السلام 4–0 بهدف واحد لكل من فرناندو فوريستيري، روميل موراليس، فرانسيسكو جيرالديس وعارف أيمن. وفي الجولة التالية المكونة من مباراتين، واجهوا فريق الجامعة الماليزية من دوري الدرجة الأولى أ 1. حقق فريق جوهور دار التبانة فوزًا بنتيجة 5–0 في مباراة الذهاب خارج أرضه، بأهداف من كوربين أونج، وشهرول سعد ‏، وروميل موراليس، وهدفين من فرانسيسكو جيرالديس. وفي مباراة الإياب، حققوا أكبر فوز في الموسم، حيث فازوا بنتيجة 8–0 على ملعب السلطان إبراهيم ليتقدموا إلى الدور نصف النهائي ويسجلوا نتيجة إجمالية 13–0.
وضع نصف النهائي فريق JDT ضد فريق الدوري الممتاز قدح دار الأمان، مع مباراة الذهاب على ملعب دارولامان. سجل أوسكار أريباس هدف التقدم لجوهرت تروا في الدقيقة 24، قبل أن يدرك أصحاب الأرض التعادل في الدقيقة 87 عن طريق حبيب هارون. ومع ذلك، سجل روميل موراليس هدفًا في الوقت بدل الضائع ليعيد الزوار إلى المقدمة 2–1 وظلت النتيجة كما هي حتى نهاية المباراة. شهدت مباراة الإياب على ملعب السلطان إبراهيم بداية أفضل لفريق جوهور دار السلام من الفريقين، حيث سجل فيروز بهارودين ‏ وبيرجسون وخوان مونيز كل هدف، مما يعني فوزهم بنتيجة 3–0 في تلك الليلة، بنتيجة إجمالية 5–1 للتقدم إلى النهائي.

### سلاغور
بدأ نادي سيلانجور، وهو أحد أندية الدوري الممتاز، مشواره في كأس الاتحاد الإنجليزي لكرة القدم في دور الستة عشر من مباراة واحدة، حيث أوقعته القرعة على أرضه ضد نادي نيجري سمبيلان. في ملعب بيتالينغ جايا، سجل يوهاندري أوروزكو وألفين فورتيس هدفين ليمنحا سيلانجور الفوز 4–0. وفي ربع النهائي، واجهوا فريقًا آخر من الدوري السوبر وهو كوتشينج سيتي ‏. في مباراة الذهاب على ملعب ولاية ساراواك، خسر سيلانجور 2–1؛ وجاء الهدفان في الشوط الأول لكلا الفريقين، أولاً عن طريق روني فرنانديز وجيمس أوكووسا، قبل أن يضمن جوردان مينتاه ‏ الفوز للفريق المضيف. وفي مباراة الإياب، وضع شامي إيزوان ‏ كوتشينج في المقدمة في الدقيقة 15، قبل أن يضع زكري خليلي ‏ وألفين فورتيس سيلانجور في المقدمة 2–1 قبل نهاية الشوط الأول مباشرة. سجل فورتيس هدفًا متأخرًا في الوقت بدل الضائع، لكن أليف حسن ‏ سجل هدفًا بعد دقيقة واحدة ليساعد الضيوف على معادلة النتيجة الإجمالية، مما أدى إلى الوقت الإضافي. انتهت المباراة بالتعادل السلبي بعد الوقت الإضافي، مما أدى إلى خوض ركلات الترجيح، والتي فاز بها سيلانجور 5–3.
لعب سيلانجور مع تيرينجانو في نصف النهائي، بمباراة الذهاب على ملعب السلطان ميزان زين العابدين. أحرز صفوي راسيد ونوريلو توختاسينوف ‏ هدفين في أول 35 دقيقة، ليمنحا تيرينجانو التقدم 2–0 في وقت مبكر، واستمر التقدم حتى الدقيقة 39 عندما قلص سيلانجور الفارق إلى 2–1 بفضل هدف ألفين فورتيس. وأحرز نور الروابدة هدف التعادل بعد ثلاث دقائق من بداية الشوط الثاني، قبل أن يسجل إسماعيل أكينادي ‏ هدف الفوز ليمنح تيرينجانو التقدم 3–2 في مباراة الذهاب. بعد أسبوعين، ساعدت ثلاثية صفوان بهارودين وهدف رزق بني هاني في الوقت بدل الضائع سيلانجور على الفوز 4–1 في مباراة الإياب والتقدم إلى النهائي، حيث أنهوا المباراة بفوز 6–4 في مجموع المباراتين.

## المباراة

### التفاصيل
| جوهور دار التعظيم                                            | 6–1   | نادي سلاغور  |
| ------------------------------------------------------------ | ----- | ------------ |
| - مونيز 26'، 67'، 90' - أيمن 42' - دا سيلفا 62' - هيبرتي 76' | تقرير | - فورتيس 59' |

| جوهور دار التعظيم | سلاغور |

| GK             | 16 | سيهان حازمي        |     |       |
| RB             | 2  | ماثيو ديفيز (ق)    |     |       |
| CB             | 14 | شين لوري           | 40' | 85'   |
| CB             | 15 | فيروز بهارودين     |     |       |
| LB             | 24 | أوسكار أريباس      |     | 90+3' |
| DM             | 4  | عفيف فاضل          |     | 73'   |
| CM             | 6  | هونغ وان           |     | 85'   |
| CM             | 20 | خوان مونيز         |     |       |
| RF             | 42 | عارف أيمن          |     |       |
| CF             | 9  | بيرغسون دا سيلفا   |     |       |
| LF             | 37 | هيبرتي             | 28' | 90+3' |
| البدلاء:       |    |                    |     |       |
| GK             | 29 | أزهام ترمذي        |     |       |
| DF             | 3  | شهرول سعد          |     | 85'   |
| DF             | 11 | موريلو             |     | 90+3' |
| DF             | 91 | سفاري سياهمي       |     |       |
| MF             | 8  | شفيق رحيم          |     |       |
| MF             | 10 | فرانسيسكو جيرالديس |     | 73'   |
| MF             | 21 | نظمي فائز          |     |       |
| MF             | 30 | ناتشو إنسا         |     | 85'   |
| FW             | 19 | روميل موراليس      |     | 90+3' |
| المدرب:        |    |                    |     |       |
| هيكتور بيدوليو |    |                    |     |       |

|           |    |                      |     |     |
|           |    |                      |     |     |
| GK        | 23 | صموئيل جاكوب سومرفيل |     | 68' |
| RB        | 44 | شارول ناظم           |     |     |
| CB        | 21 | صفوان بحر الدين (ق)  | 88' |     |
| CB        | 55 | حارث هيكل            |     |     |
| LB        | 22 | فازلي مازلان         | 3'  | 45' |
| CM        | 6  | نووا لين             |     |     |
| CM        | 8  | نور الروابدة         | 40' |     |
| CM        | 24 | أليكس أجياركوا       |     | 45' |
| RW        | 11 | آلفين فورتيس         |     |     |
| CF        | 9  | روني فرنانديز        | 66' |     |
| LW        | 16 | يوهاندري أوروزكو     |     |     |
| البدلاء:  |    |                      |     |     |
| GK        | 20 | عظيم الأمين          |     | 68' |
| DF        | 2  | كوينتين تشينغ        |     | 45' |
| DF        | 14 | زكري خليلي           |     |     |
| DF        | 18 | خزيمي بيي            |     |     |
| MF        | 43 | سياهر باشاه          |     |     |
| MF        | 77 | عليف هيكل            |     |     |
| FW        | 7  | فيصل حليم            |     |     |
| FW        | 17 | دانيال أسري          |     |     |
| FW        | 99 | رزق بني هاني         |     | 45' |
| المدرب:   |    |                      |     |     |
| نظام جميل |    |                      |     |     |

| رجل المباراة: خوان مونيز (جوهور دار التعظيم) الحكام المساعدون: زئير الخليل تان فرحان عبد العزيز الحكم الرابع: كميل زكريا حكم الفيديو المساعد: أحمد زهادي ذو الكفل مساعد حكم الفيديو المساعد: فيسنوكومار دارماراج | قواعد المباراة - 90 دقيقة - 30 دقيقة من الوقت الإضافي إذا لزم الأمر - ركلات الترجيح إذا استمرت النتيجة بالتعادل - تسعة بدلاء تم تسميتهم - الحد الأقصى للتبديلات هو خمسة، مع السماح بتبديل سادس في الوقت الإضافي |

## الملاحظات
1. ↑  حصل كل فريق على ثلاث فرص فقط لإجراء التبديلات، مع فرصة رابعة في الوقت الإضافي، باستثناء التبديلات التي أجريت في الشوط الأول، وقبل بداية الوقت الإضافي، وفي استراحة الشوط الأول في الوقت الإضافي.

1. ↑  أُقيمت مباريات دور الستة عشر بنظام مباراة واحدة بنظام مباراة واحدة.

## وصلات خارجية
- الموقع الرسمي لاتحاد كرة القدم الماليزي